# Lingua prussiana
L'antico prussiano (wâr[an] Prûsiskan), o semplicemente prussiano, era una lingua baltica occidentale parlata nella Prussia Orientale. Dalla fine del Seicento è una lingua estinta.

## Storia
Il prussiano era la lingua parlata dalla popolazione baltica dei prussiani (chiamati anche borussi, da Borussia, nome latino della Prussia) che abitavano tra la bassa Vistola e il Niemen. Questi territori vennero successivamente riuniti nella Prussia Orientale e attualmente fanno parte della Polonia orientale, della Lituania e del distretto di Kaliningrad in Russia.
Nel 1226 il principe Corrado I di Masovia concesse ai Cavalieri dell'Ordine Teutonico di insediarsi nei territori intorno alla città di Chełmno. In breve tempo però i cavalieri espansero i propri possedimenti inglobando molti territori circostanti e istituendo un proprio stato. L'aristocrazia del luogo accettò la germanizzazione per mantenere il proprio status sociale, mentre i contadini, divenuti sudditi del nuovo feudo, conservarono la loro lingua madre. In queste terre avvenne una rapida colonizzazione da parte di tedeschi, olandesi e, in grado minore, di svedesi, danesi e francesi.
Verso la fine del XIII secolo circa 800 termini prussiani vennero annotati da cronisti tedeschi. Nel 1545 vennero pubblicate due traduzioni anonime del Catechismo di Martin Lutero in antico prussiano, di cui possediamo solo alcuni frammenti. Nel 1561 comparve una terza versione, il cosiddetto Terzo Catechismo o Enchiridion prussiano, che è a tutt'oggi il maggior documento conservato di questa lingua. Questa traduzione, a opera di Abel Will, consta di 134 pagine a stampa.
Gli avvenimenti storici che coinvolsero queste terre nei secoli successivi ebbero una forte ripercussione sulle sorti della lingua prussiana. Sulle fondamenta dello stato dell'Ordine Teutonico, sconfitto dalla Polonia nel 1466, sorse la Prussia Ducale. Durante la Riforma protestante molte persone emigrarono per motivi religiosi dalla Francia, dall'Austria, dalla Polonia e dalla Lituania, trovando rifugio nelle terre a ridosso del Mar Baltico. Le lingue dei nuovi coloni vennero presto a sostituire quella degli abitanti autoctoni che non erano ancora stati germanizzati.
Nel XVI secolo il vescovo di Varmia Marcin Kromer affermò che la lingua prussiana era completamente differente da quelle degli slavi. Questa è l'unica affermazione attestata sulla consapevolezza storica del carattere autonomo di questo idioma.
Verso la fine del XVII secolo l'antico prussiano era ormai praticamente estinto. A questo periodo risalgono gli ultimi documenti composti in questa lingua.
Negli ultimi vent'anni sono sorte diverse associazioni (Pusa, Tolkemita, Pruthenia) con lo scopo di riportare in vita le tradizioni, i costumi e la cultura degli antichi prussiani. Un punto essenziale di questo movimento di rinascita è costituito dal tentativo di riportare in vita l'antico prussiano a opera di un gruppo di studiosi e appassionati sotto la guida del dottor Letas Palmaitis. L'ambiente accademico internazionale è tuttavia molto scettico nei confronti di questo progetto, che considera dilettantesco e non sufficientemente supportato da una corretta metodologia.

## Classificazione
L'antico prussiano appartiene alla famiglia delle lingue indoeuropee, gruppo delle lingue baltiche, sottogruppo delle lingue baltiche occidentali insieme al galindio, al sudavo o jatvingio, e allo scalvico.

## Vocabolario e sistema di scrittura
L'antico prussiano era composto in alfabeto latino. È caratterizzato dal vocabolario più arcaico tra quello di tutte le lingue e dei dialetti baltici. Poiché i documenti scritti giunti fino a noi sono assai scarsi, possediamo una conoscenza piuttosto superficiale e limitata di questa lingua. Le fonti principali sono costituite dalle summenzionate tre traduzioni del catechismo di Martin Lutero e da due raccolte di termini antico prussiani: 
- il cosiddetto Vocabolario di Elbing contenuto nel Codex Neumannianus risalente all'inizio del XV secolo, in cui sono riportati circa 800 termini tedeschi con gli equivalenti in prussiano
- il Vocabolario di Simon Grunau contenuto nella Preussiche Chronik di Grunau del 1526, in cui sono riportati 100 termini tedeschi con gli equivalenti in prussiano

Nel vocabolario prussiano si riscontrano prestiti slavi, tedeschi e di altre lingue baltiche (lituano e lettone).

## Grammatica
Dalle ricostruzioni degli studiosi si evince che l'antico prussiano era dotato di:
- quattro casi: nominativo, genitivo, dativo e accusativo
- due numeri: singolare e plurale
- tre generi: maschile, femminile e neutro (quest'ultimo solo al singolare).

Il sistema verbale era costituito da due forme (attiva e passiva) e dai seguenti modi e tempi:
- Indicativo presente
- Indicativo passato
- Imperativo
- Ottativo
- Congiuntivo
- Participio presente attivo
- Participio passato attivo
- Participio perfetto